# Диплатинаалюминий
Диплатинаалюминий — бинарное неорганическое соединение, интерметаллид
платины и алюминия
с формулой AlPt2,
кристаллы.

## Получение
- Спекание стехиометрических количеств чистых веществ:

{\displaystyle {\mathsf {Al+2Pt\ {\xrightarrow {1430^{o}C}}\ AlPt_{2}}}}

## Физические свойства
Диплатинаалюминий образует кристаллы
ромбической сингонии,
пространственная группа P mma,
параметры ячейки a = 1,630 нм, b = 0,392 нм, c = 0,544 нм, Z = 8,
структура типа диплатинагаллия GaPt2.
При температуре 1060°С происходит переход в фазу
ромбической сингонии,
пространственная группа P nma,
параметры ячейки a = 0,7898 нм, b = 0,5401 нм, c = 0,4055 нм, Z = 4,
структура типа дихлорида свинца PbCl2
.
Соединение образуется по перитектической реакции при температуре 1430°C.